# Ryszard Handke (literaturoznawca)
Ryszard Karol Handke (ur. 29 czerwca 1932 w Toruniu), zm. 12 października 2010) – polski teoretyk i historyk literatury, pionier polskich badań nad fantastyką literacką.

## Życiorys
Był synem Karola Handkego i Marii Handke, z d. Gibińskiej. Jego ojciec był prawnikiem.
Od 1940 mieszkał w Łodzi, tam w 1951 ukończył Liceum Ogólnokształcące im. Tadeusza Kościuszki. W tym samym roku rozpoczął studia polonistyczne na Uniwersytecie Łódzkim, od 1953 kontynuował je na Uniwersytecie Warszawskim (ukończył je w 1955). Od 1954 pracował jako redaktor w redakcji polonistycznej Państwowych Zakładów Wydawnictw Szkolnych. W 1962 został zatrudniony w Katedrze Teorii Literatury Uniwersytetu Warszawskiego. Tam w 1968 obronił pracę doktorską Polska proza fantastyczno-naukowa. Zarys rozwoju, próba poetyki napisaną pod kierunkiem Marii Renaty Mayenowej, opublikowaną w 1969 pod tytułem Polska proza fantastyczno-naukowa. Problemy poetyki. Książka ta była pierwszą polską książką o science-fiction.
W 1980 uzyskał na podstawie pracy Utwór fabularny w perspektywie odbiorcy stopień doktora habilitowanego. Od 1981 do 2000 kierował Zakładem Metodyki Literatury i Teorii Literatury w Instytucie Literatury Polskiej Wydziału Polonistyki UW. W 1991 został mianowany profesorem nadzwyczajnym na Wydziale Polonistyki UW. W 1993 otrzymał tytuł profesora. Był twórcą przedmiotu dydaktycznego "teoria lektury".
W 2002 przeszedł na emeryturę na UW, a od 1 października 2003 był zatrudniony w Instytucie Slawistyki Polskiej Akademii Nauk
W latach 1980–1981 był przewodniczącym Komisji Wydziałowej NSZZ „Solidarność” na swoim wydziale. Od 1981 do 1993 był członkiem redakcji Pamiętnika Literackiego, w latach 1982-2002 przewodniczącym Stołecznego Komitetu Olimpiady Literatury i Języka Polskiego. od 2008 do śmierci przewodniczył powstałemu w 2008 Stowarzyszeniu imienia Stefana Żeromskiego.
W 1983 został odznaczony Srebrnym Krzyżem Zasługi, w 1990 Medalem Komisji Edukacji Narodowej.
Jego żoną od 1954 była Kwiryna Handke, z którą miał córkę Monikę.

## Publikacje
- Polska proza fantastyczno-naukowa. Problemy poetyki (1969)
- Utwór fabularny w perspektywie odbiorcy (1982)
- Teoria from narracyjnych w niemieckim kręgu językowym. Antologia (1982) - redakcja
- O czytaniu. Krótki zarys wiedzy o dziele literackim i jego lekturze (1984)
- Spór o SF. Antologia szkiców i esejów o science fiction (1989) - redakcja (wspólnie z Lechem Jęczmykiem i Barbarą Okólską)
- Ze Stanisławem Lemem na szlakach fantastyki naukowej (1991) - w serii Biblioteka Analiz Literackich
- W świecie tekstów i wartości. Szkice z teorii lektury (1991)
- Walka, wojna, wojskowość (2002) - jako 6. tom serii Słownictwo pism Stefana Żeromskiego